# イブラヒム・ボムボ・ジョヤ
イブラヒム・ボムボ・ジョヤ（フランス語:Ibrahim Mbombo Njoya、1937年10月27日 - 2021年9月27日）は、カメルーンの政治家、外交官、王族、バムン族のスルタン。

## 経歴

### 政治家として
カメルーン人民民主運動に所属。1981年12月4日、アマドゥ・アヒジョ大統領から外務副大臣に任命された。ポール・ビヤ大統領の下では、1986年11月21日から1988年5月16日まで情報文化大臣、1988年5月16日から9月まで領土管理大臣を担当。その他、赤道ギニアおよびエジプトの大使などを歴任した。

### 君主として
1992年8月10日、バムン族のスルタンに即位。その際、政府の職を退いた。
2021年9月27日、新型コロナウイルスによりパリで薨去。83歳没。